# 대한민국 민법 제996조
대한민국 민법 제996조는 분묘등의 승계에 대한 민법 친족법 조문이었다.

## 조문
제996조(분묘등의 승계) 분묘에 속한 1정보이내의 금양임야와 6백평이내의 묘토인 농지, 족보와 제구의 소유권은 호주상속인이 이를 승계한다.

## 같이 보기
- 분묘
- 금양임야
- 제구